# Чемпионат мира по современному пятиборью 2016
Чемпионат мира по современному пятиборью 2016 года прошёл в Москве в спорткомплексе «Олимпийский» с 23 по 29 мая. Представители 35 стран разыграли между собой 7 комплектов медалей: по 3 — среди мужчин и женщин, ещё один — в смешанных соревнованиях. Помимо медалей на турнире было разыграно по три лицензии у мужчин и женщин на участие в Олимпийских играх 2016 года в Рио-де-Жанейро.

## Расписание
| 23 мая, Пн                                         | Церемония открытия                       | Церемония открытия                       |
| 23 мая, Пн                                         |                                          | Эстафета                                 |
| 24 мая, Вт                                         | Эстафета                                 |                                          |
| 25 мая, Ср                                         |                                          | Личное и командное первенство. Полуфинал |
| 26 мая, Чт                                         | Личное и командное первенство. Полуфинал |                                          |
| 27 мая, Пт                                         |                                          | Личное и командное первенство. Финал     |
| 28 мая, Сб                                         | Личное и командное первенство. Финал     |                                          |
| 29 мая, Вс                                         | Смешанная эстафета                       | Смешанная эстафета                       |
| 29 мая, Вс                                         | Церемония закрытия                       | Церемония закрытия                       |
| Источник: Министерство спорта Российской Федерации |                                          |                                          |

## Открытие
На церемонии открытия чемпионата присутствовали мэр Москвы Сергей Собянин, президент Олимпийского комитета России Александр Жуков, вице-премьер правительства РФ Аркадий Дворкович. Поздравительную телеграмму в адрес спортсменов направил также президент России Владимир Путин.

## Медальный зачёт
*   Страна-хозяйка
| Место          | Страна           | Золото | Серебро | Бронза | Всего |
| -------------- | ---------------- | ------ | ------- | ------ | ----- |
| 1              | Венгрия          | 2      | 0       | 0      | 2     |
| 2              | Россия*          | 1      | 3       | 0      | 4     |
| 3              | Франция          | 1      | 1       | 2      | 4     |
| 4              | Германия         | 1      | 0       | 2      | 3     |
| 5              | Республика Корея | 1      | 0       | 1      | 2     |
| 6              | Египет           | 1      | 0       | 0      | 1     |
| 7              | Китай            | 0      | 2       | 0      | 2     |
| 8              | Великобритания   | 0      | 1       | 0      | 1     |
| 9              | Беларусь         | 0      | 0       | 2      | 2     |
| Всего стран: 9 | Всего стран: 9   | 7      | 7       | 7      | 21    |

## Призёры

### Мужчины
| Дисциплины           | Золото                                                   | Золото | Серебро                                                      | Серебро | Бронза                                                    | Бронза |
| -------------------- | -------------------------------------------------------- | ------ | ------------------------------------------------------------ | ------- | --------------------------------------------------------- | ------ |
| Личное первенство    | Валентин Бело (FRA)                                      | 1514   | Александр Лесун (RUS)                                        | 1510    | Ву Чжин Хван (KOR)                                        | 1504   |
| Командное первенство | Египет · Амро Эль-Гезири · Яссер Хефни · Омар Эль-Гезири | 4473   | Россия · Егор Пучкаревский · Александр Лесун · Максим Кустов | 4169    | Франция · Валентин Прад · Валентин Бело · Кристофер Патте | 4106   |
| Эстафета             | Республика Корея · Хван У Джин · Джун Ун Тхэ             | 1563   | Россия · Илья Фролов · Олег Наумов                           | 1550    | Франция · Александр Энрар · Пьер Дежардин                 | 1524   |

### Женщины
| Дисциплины           | Золото                                                       | Золото | Серебро                                        | Серебро | Бронза                                                | Бронза |
| -------------------- | ------------------------------------------------------------ | ------ | ---------------------------------------------- | ------- | ----------------------------------------------------- | ------ |
| Личное первенство    | Шарольта Ковач (HUN)                                         | 1386   | Элоди Клувель (FRA)                            | 1374    | Лена Шёнеборн (GER)                                   | 1373   |
| Командное первенство | Венгрия · Тамара Алексеев · Жофия Фёльдхази · Шарольта Ковач | 4080   | Китай · Чжан Сяонянь · Лян Ванься · Чэн Цянь   | 4075    | Германия · Янин Кольман · Анника Шлой · Лена Шёнеборн | 4042   |
| Эстафета             | Германия · Анника Шлой · Лена Шёнеборн                       | 1419   | Великобритания · Джоанна Мур · Маррей, Саманта | 1409    | Беларусь · Екатерина Орёл · Ирина Просенцова          | 1405   |

### Смешанные
Победителями в смешанной эстафете стали россияне Александр Лесун и Доната Римшайте. Эта победа стала первой в истории чемпионатов мира для России в миксте.
| Дисциплины | Золото                                     | Золото | Серебро                           | Серебро | Бронза                                          | Бронза |
| ---------- | ------------------------------------------ | ------ | --------------------------------- | ------- | ----------------------------------------------- | ------ |
| Эстафета   | Россия · Александр Лесун · Доната Римшайте | 1419   | Китай · Хан Цзяхао · Чжан Сяонянь | 1409    | Беларусь · Илья Полозков · Анастасия Прокопенко | 1405   |